# Eugène Lefébure
Eugène Lefébure (Prunoy, 11 de novembre de 1838 - Alger, 9 d'abril de 1908) va ser un egiptòleg francès, amic del poeta Stéphane Mallarmé.

## Biografia
Eugène Lefébure ser alumne del Liceu Imperial de Sens entre 1855 i 1857. En aquesta mateixa època Stéphane Mallarmé estava intern en aquest centre, tot i que segons sembla tots dos joves no es van conèixer fins a l'abril de 1862, quan Lefébure estava a Auxerre; van ser amics fins al 1871, quan trencaren la seva amistat per qüestions morals. Va arribar a ser un dels millors amics de Mallarmé, i despertà el seu interès per l'ocultisme, i fou a la torre que Lefébure tenia a Canes on Mallarmé va prendre consciència del no-res al març de 1866. La correspondència entre Mallarmé i Lefébure ha estat conservada pel fill del segon, el doctor Lefébure de Joigny.
En 1871 Lefébure ser el primer titulat de la càtedra d'egiptologia de Lió, i en 1879 va deixar la feina i va anar al Caire, on es va unir a una missió de l'Institut Français d'Archéologie Orientale a la Vall dels Reis. En 1881 era cap d'excavacions, i en 1883 Auguste Mariette li va encarregar l'elaboració d'un plànol de la Vall dels Reis. Va treballar sobre la tomba de Ramsès IV (KV2), va documentar igualment la de Seti I (KV17) i va realitzar els plànols de les tombes KV26, KV27, KV28, KV29, KV37, KV40 i KV59, així com de WV24 i WV25.
En 1889 va abandonar les excavacions, i des de llavors va ser conferenciant a Lió i a París, i professor de l'Escola Superior de Lletres d'Alger.

## Obres
- Les Hypogées royaux de Thèbes, 1889
- Rites égyptiens : construction et protection des édifices, Éditeur Maison de vie, Data d'aparició 10 d0octubre de 1996, ISBN 2909816222